# Antoine Charbonneau-Demers
Antoine Charbonneau-Demers est un écrivain québécois né en 1994 à Rouyn-Noranda au Québec. En 2016, il publie son premier roman intitulé Coco, qui lui a valu le Prix Robert-Cliche. En septembre 2018 il publie son deuxième roman, Good Boy. Ses deux romans ont été publiés chez VLB Éditeur. En 2019, avec sa nouvelle, La femme à refaire le monde, il remporte le prix du jeune écrivain du Salon du livre de Paris.

## Biographie
Né en 1994, Antoine Charbonneau-Demers a grandi à Rouyn-Noranda dans la région du d'Abitibi-Témiscamingue au Québec. Il est diplômé du certificat en création littéraire de l'UQAM et du Conservatoire d'art dramatique de Montréal en interprétation (promotion 2017). 
Depuis sa sortie du Conservatoire, il se consacre principalement à sa carrière d'auteur. 
En septembre 2016, il publie son premier roman, Coco, chez VLB Éditeur. Avec Coco, Antoine Charbonneau-Demers remporte le Prix Robert-Cliche du premier roman. Il raconte dans une entrevue au Journal de Montréal qu'il avait envoyé sa candidature au prix le jour même de la date limite et ne s'attendait pas à le remporter.  
En septembre 2018, il publie son deuxième roman, Good Boy, chez VLB Éditeur. Ce livre a été transformé en lecture performée au Théâtre Usine C à Montréal,. En mai et juin 2019, Antoine Charbonneau-Demers livre sa réadaptation théâtrale de Good Boy au théâtre Monument-National à Montréal. Son roman Good Boy a été publié de nouveau en France aux Éditions Arthaud en 2020.   
En mars 2019, la nouvelle d'Antoine Charbonneau-Demers, La femme à refaire le monde, remporte le 34e Prix du Jeune Écrivain du Salon du livre de Paris. 
Lors du confinement de la COVID-19, Antoine Charboneau-Demers rédige et publie un roman, Daddy. Charbonneau-Demers a avoué l'avoir écrit en deux semaines.    
Le 28 mai 2020, il lance son tout premier livre jeunesse, Baby Boy. Ce dernier est publié aux Éditions du Parc en face, une collection jeune adulte aux Éditions Les Malins.
Le 14 mars 2024 parait son cinquième roman, Roman sans rien.

## Œuvres

### Romans
- Coco, 2016, VLB Éditeur
- Good Boy , 2018, VLB Éditeur (Québec)[11] , Éditions Arthaud (France, 2020)
- Daddy, 2020, autoédition (avril 2020) et VLB Éditeur (septembre 2020)[12]
- Baby Boy, 2020, Éditions du Parc en face
- Roman sans rien, 2024, VLB Éditeur

### Nouvelles
- La femme à refaire le monde, 2019, Buchet/Chastel[13]

## Prix, distinctions et nominations

### Coco(roman)
- Prix Robert-Cliche du premier roman[1],[14]

### La femme à refaire le monde(nouvelle)
- Prix du jeune écrivain au Salon du livre de Paris[7]

### Good Boy(roman)
- Prix du roman gay 2020[15]